# Európai Filmdíjak 1997
A 10. Európai Filmdíj-átadó ünnepséget (10th European Film Awards) 1997. december 7-én tartották meg a Berlin központjában található, bezárás előtt álló Tempelhof repülőtér terminálépületében. A gálán az előző évben hivatalosan bemutatott, az Európai Filmakadémia (EFA) több mint 1500 tagjának szavazata alapján legjobbnak ítélt európai filmeket, illetve alkotóikat részesítették elismerésben. Az ünnepség ceremóniamestere Tania Bryer brit televíziós személyiség, műsorvezető volt.
Miután 1996-ban az EFA elnöki tisztét Wim Wenders vette át Ingmar Bergmantól és Nik Powell brit filmproducer lett az ügyvezető elnök, mélyreható változások történtek az európai filmdíjjal kapcsolatban. Az akadémia közgyűlése úgy döntött, hogy a korábbi 99 fős korlátot eltörölve kibővíti a tagságot. 1997-ben szakítottak a nominálások és a díjazások zsűrizéses rendszerével is, s továbbiakban a jelöléseket, valamint a nyertesek kiválasztását – az amerikai Oscar mintára – a filmakadémia tagságára bízták. Végleg szakítottak a korábbi Felix-díj elnevezéssel, mivel a régi névadó szobrocskát egy női alakot formázó trófeával váltották fel, s a díj nevében hangsúlyos szerepet kapott az „európai” kifejezés.
A nyitás jegyében további változások történtek – a korábbi kilenc kategóriát a filmakadémia újabbakkal bővítette:
- Az év legjobb európai újoncfilmje elnevezést megváltoztatta az év legjobb európai felfedezettjére, és kiegészítette az úgynevezett német új film idejekorán elhunyt nagytehetségű rendezője, Rainer Werner Fassbinder nevével (Fassbinder-díj).
- Eggyel növelte az alkotói kategóriák számát azzal, hogy díjazta az operatőri tevékenységet;
- Külön díjat vezetett be azon művészek számára, akik valamely európai film kimagasló teljesítményt nyújtó alkotójaként méltóan képviselte a földrész filmművészetét a világ élvonalában;
- A díjazásba bevonva a nagyközönséget, három közönségdíjat alapított a legjobb európai film, valamint a legjobb színésznő és színész elismerésére.[4][5]

Az előzetes válogatásba 13 ország 24 alkotása került be, köztük Szász János, Csáth Géza Anyagyilkosság című elbeszélésének felhasználásával készített thrillerje, a Witman fiúk. A film képi világát megteremtő Máthé Tibort az újonnan bevezetett kategóriában, az év legjobb európai operatőrének jelölték.
Az év legjobb európai filmje, egyben a közönség kedvence az angol kisrealizmust és jellegzetes humort ötvöző brit vígjáték, az Alul semmi lett. Az angol beteg, amely három jelölést kapott, ugyancsak két díjat érdemelt ki: Juliette Binoche lett a legjobb színésznő és John Seale a legjobb operatőr. Az Európai Filmakadémia életműdíját Jeanne Moreau vehette át, az akadémia értékelése szerint a legjobb európai teljesítményt a világ filmművészetében a cseh-amerikai Miloš Forman nyújtotta Larry Flynt, a provokátor című filmjével, míg a legjobb nem európai film a japán Kitano Takesi Tűzvirágok című drámája lett.
A cseh filmkészítő nem tudott részt venni a díjátadón, de videóüzenetet küldött, melyben kifejtette: roppant ironikusnak találja, hogy az európai filmesek Hollywoodba mennek, „arról álmodnak, hogy amerikai filmeket készítenek a jó fiúkkal, akik harcolnak a rossz fiúk ellen, – bármibe kerül is – s a végén mindenki boldog”; a másik oldalról meg az amerikai filmesek Európába jönnek, arról álmodnak, hogy „intellektuális európai filmeket készítenek, amikben a jó fiúk – akikről később kiderül, valójában rossz fiúk – harcolnak a rossz fiúk ellen, akikről később azt látjuk, valójában ők a jó fiúk. Végül senki sem nyer, s mindenki dühös".
A filmes esemény díjátadói között voltak: Craig Chester és Parker Posey, Vincent Pérez és [Helena Bergström, Stuart Townsend és Carolyn Lilipaly, Daphne Deckers és Ulrich Plett (legjobb színész - közönségdíj), Taylor Hackford és Charlize Theron (legjobb színész), Björn Kjellman és Jan Josef Lieffers (legjobb színésznő), Moritz Bleibtreu és Heike Makatsch (legjobb operatőr), valamint Helen Mirren és Jeremy Irons (legjobb film).

## Válogatás
1. Airbag – rendező: Juanma Bajo Ulloa
2. Assassin(s) (Gyilkos(ok)) – rendező: Mathieu Kassovitz
3. Brat (Брат) (A fivér) – rendező: Alekszej Balabanov
4. Capitaine Conan (Conan kapitány) – rendező: Bertrand Tavernier
5. Career Girls (Két angol lány) – rendező: Mike Leigh
6. Das Leben ist eine Baustelle (Az élet egy kártyavár) – rendező: Wolfgang Becker
7. Funny Games (Furcsa játék) – rendező: Michael Haneke
8. Gry uliczne (Utcai játékok) – rendező: Krzysztof Krauze
9. Jenseits der Stille (A csenden túl) – rendező: Caroline Link
10. La tregua (A fegyverszünet) – rendező: Francesco Rosi
11. Le cinquième élément (Az ötödik elem) – rendező: Luc Besson
12. Ma vie en rose (Rózsaszín életem) – rendező: Alain Berliner
13. My Son the Fanatic (Gyilkosságra nevelve) – rendező: Udayan Prasad
14. Nil by Mouth (Éhkoppon) – rendező: Gary Oldman
15. Post coitum animal triste – rendező: Brigitte Roüan
16. Rossini – oder die mörderische Frage, wer mit wem schlief (Rossini, avagy a gyilkos kérdés: ki kivel hált – rendező: Helmut Dietl
17. Savršeni krug (Tökéletes kör) – rendező: Ademir Kenović
18. Sin querer – rendező: Ciro Cappellari  Argentina
19. The English Patient (Az angol beteg) – rendező: Anthony Minghella
20. The Pillow Book (Párnakönyv) – rendező: Peter Greenaway
21. Tri istori (Три истории) (Három történet) – rendező: Kira Muratova
22. Viagem ao Princípio do Mundo (Utazás a világ kezdetéhez) – rendező: Manoel de Oliveira
23. Welcome to Sarajevo (Köszöntjük Szarajevóban!) – rendező: Michael Winterbottom
24. Witman fiúk – rendező: Szász János

## Díjazottak és jelöltek
| „Díjazott” – szürkéskék háttérrel   |
| „Jelölt” – világos szürke háttérrel |

### Az év legjobb európai filmje
| Magyar címe    | Eredeti címe         | Rendező            | Ország              |
| -------------- | -------------------- | ------------------ | ------------------- |
| Alul semmi     | The Full Monty       | Peter Cattaneo     | Egyesült Királyság  |
| A szélhámos    | Vor                  | Pavel Csuhraj      | Oroszország         |
| Az angol beteg | The English Patient  | Anthony Minghella  | Egyesült Királyság  |
| Az ötödik elem | Le cinquième élément | Luc Besson         | Franciaország       |
| Conan kapitány | Capitaine Conan      | Bertrand Tavernier | Franciaország       |
| Tökéletes kör  | Savršeni krug        | Ademir Kenović     | Bosznia-Hercegovina |

### Az év európai felfedezettje – Fassbinder-díj
| Magyar címe           | Eredeti címe    | Rendező      | Ország        |
| --------------------- | --------------- | ------------ | ------------- |
| Jézus élete           | La vie de Jésus | Bruno Dumont | Franciaország |
| Több jelölt nem volt. |                 |              |               |

### Az év legjobb európai dokumentumfilmje – Arte díj
| Magyar címe | Eredeti címe              | Rendező                            | Ország        |
| ----------- | ------------------------- | ---------------------------------- | ------------- |
| –––         | Gigi, Monica... et Bianca | Benoît Dervaux, Dardenne testvérek | Franciaország |

### Az év legjobb európai színésznője
| Nyertesek és jelöltek | Magyar címe    | Eredeti címe              |
| --------------------- | -------------- | ------------------------- |
| Juliette Binoche      | Az angol beteg | The English Patient       |
| Katrin Cartlidge      | Két angol lány | Career Girls              |
| Brigitte Roüan        | After Sex      | Post coïtum animal triste |
| Emma Thompson         | Téli vendég    | The Winter Guest          |

### Az év legjobb európai színésze
| Nyertesek és jelöltek | Magyar címe                                     | Eredeti címe      |
| --------------------- | ----------------------------------------------- | ----------------- |
| Bob Hoskins           | Hétszer 24                                      | Twenty Four Seven |
| Mario Adorf           | Rossini - avagy a gyilkos kérdés: ki kivel hált | Rossini           |
| Jerzy Stuhr           | Szerelmes történetek                            | Historie miłosne  |
| Philippe Torreton     | Conan kapitány                                  | Capitaine Conan   |

### Az év legjobb forgatókönyvírója
| Nyertesek és jelöltek               | Magyar címe      | Eredeti címe                             |
| ----------------------------------- | ---------------- | ---------------------------------------- |
| Chris Vander Stappen Alain Berliner | Rózsaszín életem | Ma vie en rose                           |
| Ademir Kenovic Abdulah Sidran       | Tökéletes kör    | Savršeni krug                            |
| Andrej Kurkov                       | –––              | Prijatelj pokojnika (Приятель покойника) |

### Az év legjobb európai operatőre
| Nyertesek és jelöltek | Magyar címe    | Eredeti címe        |
| --------------------- | -------------- | ------------------- |
| John Seale            | Az angol beteg | The English Patient |
| Ron Fortunato         | Éhkoppon       | Nil by Mouth        |
| Máthé Tibor           | Witman fiúk    | Witman fiúk         |

### Legjobb európai teljesítmény a világ filmművészetében
| Díjazott     | Foglalkozás                             | Ország                        |
| ------------ | --------------------------------------- | ----------------------------- |
| Miloš Forman | filmrendező (Larry Flynt, a provokátor) | Csehország / Egyesült Államok |

### Az Európai Filmakadémia életműdíja
| Díjazott      | Foglalkozás | Ország        |
| ------------- | ----------- | ------------- |
| Jeanne Moreau | színész     | Franciaország |

### Európai Filmakadémia kritikusainak díja – FIPRESCI-díj
| Magyar címe               | Eredeti címe                 | Rendező            | Ország                     |
| ------------------------- | ---------------------------- | ------------------ | -------------------------- |
| Utazás a világ kezdetéhez | Viagem ao Princípio do Mundo | Manoel de Oliveira | Portugália · Franciaország |

### Screen International öt kontinens díja
| Magyar címe                     | Eredeti címe             | Rendező       | Ország                    |
| ------------------------------- | ------------------------ | ------------- | ------------------------- |
| Tűzvirágok                      | Hana-bi                  | Kitano Takesi | Japán                     |
| Jerry Maguire – A nagy hátraarc | Jerry Maguire            | Cameron Crowe | Amerikai Egyesült Államok |
| A varázsige: I love you         | Everyone Says I Love You | Woody Allen   | Amerikai Egyesült Államok |
| Fedőneve: Donnie Brasco         | Donnie Brasco            | Mike Newell   | Amerikai Egyesült Államok |
| Bárbarátok                      | Swingers                 | Doug Liman    | Amerikai Egyesült Államok |
| Rómeó + Júlia                   | Romeo + Juliet           | Baz Luhrmann  | Amerikai Egyesült Államok |

### Közönségdíj a legjobb európai filmnek
| Magyar címe | Eredeti címe   | Rendező        | Ország             |
| ----------- | -------------- | -------------- | ------------------ |
| Alul semmi  | The Full Monty | Peter Cattaneo | Egyesült Királyság |

### Európai Filmakadémia közönségdíja – legjobb színésznő
| Nyertesek és jelöltek | Magyar címe | Eredeti címe |
| --------------------- | ----------- | ------------ |
| Jodie Foster          | Kapcsolat   | Contact      |

### Európai Filmakadémia közönségdíja – legjobb színész
| Nyertesek és jelöltek | Magyar címe | Eredeti címe |
| --------------------- | ----------- | ------------ |
| Javier Bardem         |             |              |